# Emilie Galotti
Emilie Galotti (tysk: Emilia Galotti) er et skuespil i fem akter af Gotthold Ephraim Lessing. Stykket havde premiere 8. marts 1772 i Braunschweig og er et eksempel på den tyske borgerlige tragedie. Historien er baseret på den romerske myte om Verginia.
Skuespillet blev oversat til dansk af Charlotta Dorothea Biehl og opført på Det Kongelige Teater første gang 8. december 1775.

## Handling
Stykket handler om den dydige unge Emilie Galotti, der tilhører borgerskabet i Italien. Den enevældige prins Hettore Gonzaga bliver efter et møde med Emilie besat af tanken om at gøre hende til sin elskerinde. Han pålægger sin snu kammertjener Marinelli at gøre alt, der står i hans magt, for at forhindre det planlagte bryllup mellem Emilie og grev Appiani. Marinelli lejer nogle kriminelle, der myrder greven på vej til brylluppet. Emilie føres i sikkerhed i prinsens sommerresidens i nærheden. I modsætning til sin mor har Emilie ikke opfattet rænkernes egentlige mål. Kort efter kommer grevinde Orsina, prinsens tidligere elskerinde, til sommerresidensen. I sin frustration over at være blevet afvist søger hun at overbevise Odoardo, Emilies far, om at hævne grev Appiani ved at dolke prinsen til døde. Odoardo tøver dog og beslutter sig for at lade Gud om at dømme prinsen. Emilie, som på grund af Marinellis næste intrige bliver nødt til at blive under prinsens beskyttelse, forsøger at overtale sin far til at dræbe sig for at opretholde sin værdighed i lyset af prinsens anstrengelser for at forføre hende. Faderen indvilliger heri og dolker hende, men bliver straks efter forfærdet over sin handling. Odoardo overlader sagen til prinsen, der beslutter, at Marinelli er skyld i hele miseren, hvorpå han bortviser ham fra sit hof. Stykket ender med, at Odoardo erkender Guds ultimative overhøjhed.

## Bearbejdninger
Der er lavet flere filmatiseringer af Emilie Galotti, blandt andet i en østtysk version fra 1958 samt en tysk, moderniseret version fra 2006.